# Purio
Purio es un corregimiento ubicado en el distrito de Pedasí en la provincia panameña de Los Santos.  En el año 2010 tenía una población de 494 habitantes y una densidad poblacional de 20,6 personas por km². Está ubicado entre la ciudad de Las Tablas y Pedasí.